# Seirophora
Seirophora is een geslacht van korstmossen behorend tot de familie Teloschistaceae. De typesoort is Seirophora magara.

## Soorten
Volgens Index Fungorum telt het geslacht acht soorten (peildatum maart 2022):
| Soortnaam                | Auteur(s)          | Publicatiejaar |
| ------------------------ | ------------------ | -------------- |
| Seirophora austroarabica | (Sipman) Frödén    | 2004           |
| Seirophora californica   | (Sipman) Frödén    | 2004           |
| Seirophora lacunosa      | (Rupr.) Frödén     | 2004           |
| Seirophora magara        | (Kremp.) Poelt     | 1983           |
| Seirophora scorigena     | (Mont.) Frödén     | 2004           |
| Seirophora stenophylla   | (Tav.) Frödén      | 2004           |
| Seirophora tenera        | Frödén & Litterski | 2005           |
| Seirophora villosa       | (Ach.) Frödén      | 2004           |